# Lazi Turopoljski
Lazi Turopoljski su selo u blizini Velike Gorice, u Zagrebačkoj županiji. Prema popisu iz 2011. godine ima 57 stanovnika, no taj broj stalno pada s obzirom na to da selo još uvijek nije elektrificirano pa tako nema ni telefon.
Lazi su danas naseljeni isključivo romskim stanovništvom, a u prošlosti su žitelji bili mraclinčani koji su svoje nekadašnje posjede na tom području prodali romima. Upravo zbog toga selo se nekada zvalo Stari Mraclin.
Prvi se puta u pisanim dokumentima spominje 1688. godine te saznanjemo da je na tome području bila izgrađena kapela Sv. Barbare obgrljena grobljem.

## Stanovništvo
| broj stanovnika | 47    | 43    | 44    | 52    | 53    | 41    | 33    | 35    | 36    | 36    | 24    | 18    | 7     | 80    | 69    | 57    | 30    |
|                 | 1857. | 1869. | 1880. | 1890. | 1900. | 1910. | 1921. | 1931. | 1948. | 1953. | 1961. | 1971. | 1981. | 1991. | 2001. | 2011. | 2021. |